# Saturn-Award-Verleihung 1991
Die 17. Saturn-Award-Verleihung fand am 26. Juni 1991 statt. Erfolgreichste Produktion mit drei Auszeichnungen wurde Ghost – Nachricht von Sam.

## Nominierungen und Gewinner

### Film
| Kategorie                    | Preisträger                                | Film                                 | Nominierungen |
| ---------------------------- | ------------------------------------------ | ------------------------------------ | --- |
| Bester Science-Fiction-Film  |                                            | Die totale Erinnerung – Total Recall | Abyss – Abgrund des Todes Zurück in die Zukunft II Zurück in die Zukunft III Bill & Teds verrückte Reise durch die Zeit Flatliners – Heute ist ein schöner Tag zum Sterben Liebling, ich habe die Kinder geschrumpft RoboCop 2 Tremors – Im Land der Raketenwürmer |
| Bester Horrorfilm            |                                            | Arachnophobia                        | Bride of Re-Animator Darkman Der Exorzist III Die Fliege 2 Das Kindermädchen Cabal – Die Brut der Nacht Friedhof der Kuscheltiere Santa Sangre |
| Bester Fantasyfilm           |                                            | Ghost – Nachricht von Sam            | Die Abenteuer des Baron Münchhausen Always – Der Feuerengel von Montana Batman Dick Tracy Feld der Träume Gremlins 2 – Die Rückkehr der kleinen Monster Indiana Jones und der letzte Kreuzzug Turtles |
| Beste Regie                  | James Cameron                              | Abyss – Abgrund des Todes            | Frank Marshall für Arachnophobia Robert Zemeckis für Zurück in die Zukunft III Sam Raimi für Darkman Jerry Zucker für Ghost – Nachricht von Sam Joe Dante für Gremlins 2 – Die Rückkehr der kleinen Monster Clive Barker für Cabal – Die Brut der Nacht Alejandro Jodorowsky für Santa Sangre Paul Verhoeven für Die totale Erinnerung – Total Recall |
| Bestes Drehbuch              | William Peter Blatty                       | Der Exorzist III                     | James Cameron für Abyss – Abgrund des Todes Jerry Belson für Always – Der Feuerengel von Montana Don Jakoby & Wesley Strick für Arachnophobia Phil Alden Robinson für Feld der Träume Bruce Joel Rubin für Ghost – Nachricht von Sam Jeffrey Boam für Indiana Jones und der letzte Kreuzzug Ronald Shusett, Dan O’Bannon & Gary Goldman für Die totale Erinnerung – Total Recall |
| Beste Spezialeffekte         | Ken Ralston                                | Zurück in die Zukunft II             | Industrial Light & Magic (ILM), Dream Quest Images, Fantasy II Film Effects & Wonderworks für Abyss – Abgrund des Todes Richard Conway & Kent Houston für Die Abenteuer des Baron Münchhausen Bruce Nicholson, John T. Van Vliet, Richard Edlund & Laura Buff für Ghost – Nachricht von Sam Rick Baker, Ken Pepiot & Dennis Michelson für Gremlins 2 – Die Rückkehr der kleinen Monster Rick Fichter, David Sosalla & Peter Chesney für Liebling, ich habe die Kinder geschrumpft Phil Tippett, Rob Bottin & Peter Kuran für RoboCop 2 Thomas L. Fisher, Eric Brevig & Rob Bottin für Die totale Erinnerung – Total Recall Tom Woodruff Jr. & Alec Gillis für Tremors – Im Land der Raketenwürmer |
| Beste Musik                  | Alan Silvestri                             | Zurück in die Zukunft III            | Alan Silvestri für Abyss – Abgrund des Todes Christopher Young für Die Fliege 2 Maurice Jarre für Ghost – Nachricht von Sam Jerry Goldsmith für Gremlins 2 – Die Rückkehr der kleinen Monster Jack Hues für Das Kindermädchen James Horner für Liebling, ich habe die Kinder geschrumpft Simon Boswell für Santa Sangre Jerry Goldsmith für Die totale Erinnerung – Total Recall Stanley Myers für Hexen hexen |
| Bestes Kostüm                | Erica Edell Phillips                       | Die totale Erinnerung – Total Recall | Gabriella Pescucci für Die Abenteuer des Baron Münchhausen Joanna Johnston für Zurück in die Zukunft II Joanna Johnston für Zurück in die Zukunft III Bob Ringwood für Batman Jill M. Ohanneson für Bill & Teds verrückte Reise durch die Zeit Milena Canonero für Dick Tracy Anthony Powell & Joanna Johnston für Indiana Jones und der letzte Kreuzzug Alonzo Wilson, Lesja Liber, Xenia Beith, Fiona Cazaly & Marian Keating für Turtles |
| Bestes Make-Up               | John Caglione Jr. Doug Drexler Cheri Minns | Dick Tracy                           | Maggie Weston & Fabrizio Sforza für Die Abenteuer des Baron Münchhausen Ken Chase, Michael Mills & Kenny Myers für Zurück in die Zukunft II Paul Engelen, Lynda Armstrong & Nick Dudman für Batman Tony Gardner & Larry Hamlin für Darkman Stephan Dupuis, Dennis Pawlik, Jo-Anne Smith-Ojail & Jayne Dancose für Die Fliege 2 Bob Keen & Geoffrey Portass für Cabal – Die Brut der Nacht Rob Bottin, Jeff Dawn, Craig Berkeley & Robin Weiss für Die totale Erinnerung – Total Recall John Stephenson für Hexen hexen |
| Bester Hauptdarsteller       | Jeff Daniels                               | Arachnophobia                        | Ed Harris für Abyss – Abgrund des Todes Jack Nicholson für Batman Liam Neeson für Darkman Warren Beatty für Dick Tracy Patrick Swayze für Ghost – Nachricht von Sam Harrison Ford für Indiana Jones und der letzte Kreuzzug Axel Jodorowsky für Santa Sangre Arnold Schwarzenegger für Die totale Erinnerung – Total Recall |
| Beste Hauptdarstellerin      | Demi Moore                                 | Ghost – Nachricht von Sam            | Mary Elizabeth Mastrantonio für Abyss – Abgrund des Todes Nicole Kidman für Todesstille Madonna für Dick Tracy Ally Sheedy für Todesangst Julie Carmen für Fright Night 2 – Mein Nachbar, der Vampir Jenny Wright für I, Madman Blanca Guerra für Santa Sangre Anjelica Huston für Hexen hexen |
| Bester Nebendarsteller       | Thomas F. Wilson                           | Zurück in die Zukunft III            | John Goodman für Arachnophobia Jeffrey Combs für Bride of Re-Animator Larry Drake für Darkman Al Pacino für Dick Tracy Tony Goldwyn für Ghost – Nachricht von Sam John Glover für Gremlins 2 – Die Rückkehr der kleinen Monster Robert Picardo für Gremlins 2 – Die Rückkehr der kleinen Monster Brad Dourif für Der Exorzist III |
| Beste Nebendarstellerin      | Whoopi Goldberg                            | Ghost – Nachricht von Sam            | Mary Steenburgen für Zurück in die Zukunft III Kim Basinger für Batman Julia Roberts für Flatliners Jenny Seagrove für Das Kindermädchen Rachel Ticotin für Die totale Erinnerung – Total Recall Finn Carter für Tremors – Im Land der Raketenwürmer Reba McEntire für Tremors – Im Land der Raketenwürmer Mai Zetterling für Hexen hexen |
| Bester Nachwuchsschauspieler | Adan Jodorowsky                            | Santa Sangre                         | Charlie Korsmo für Dick Tracy Thomas Wilson Brown für Liebling, ich habe die Kinder geschrumpft Robert Oliveri für Liebling, ich habe die Kinder geschrumpft Jared Rushton für Liebling, ich habe die Kinder geschrumpft Bryan Madorsky für Pfui Teufel – Daddy ist ein Kannibale Gabriel Damon für RoboCop 2 Faviola Elenka Tapia für Santa Sangre Jasen Fisher für Hexen hexen |

### Fernsehen
| Kategorie                  | Preisträger | Film                                           | Nominierungen |
| -------------------------- | ----------- | ---------------------------------------------- | ------------- |
| Beste Network-Fernsehserie |             | Raumschiff Enterprise: Das nächste Jahrhundert |               |

### Ehrenpreise
| Kategorie                 | Preisträger                 | Film   | Nominierungen |
| ------------------------- | --------------------------- | ------ | ------------- |
| Special Award             | Michael Biehn Watson German |        |               |
| George Pal Memorial Award | William Friedkin            |        |               |
| President’s Award         |                             | Batman |               |